# Віола д'аморе
Віо́ла д'амо́ре, віо́ль д'аму́р (італ. viola d'amore, досл. «віола любові», фр. viole d'amour) — струнний смичковий музичний інструмент епохи бароко і раннього класицизму. Широко використовувалася з кінця XVII до початку XIX століття, потім поступилася місцем альту і віолончелі. Інтерес до віоли д'аморе відродився на початку XX століття.
Інструмент має шість чи сім струн, на найраніших моделях — одинарних, на пізніших — здвоєних. Саме завдяки здвоєним струнам віола д'аморе володіє особливим м'яким тембром, за свідченнями сучасників, почасти нагадував людський голос. Стандартна настройка струн віоли д'аморе, що сформувалася до кінця XVIII століття — 
на ре-мажорний акорд на відкритих струнах: A, d, a, d1, f♯1, a1, d².

## Музиканти
- Антоніо Вівальді
- Пауль Гіндеміт
- Михайло Кугель
- Міла Тененбаум